# François Achille Bazaine
François Achille Bazaine (13. února 1811 Versailles – 23. září 1888 Madrid) byl francouzský maršál.

## Biografie
Narodil se v roce 1811. Do francouzské armády se přihlásil v roce 1831 a v roce 1835 se stal poručíkem. Bojoval v krymské válce. Zúčastnil se mexického tažení, kdy francouzská armáda podporovala mexického císaře Maxmiliána I. proti republikánské vládě. Maršálem se stal v roce 1864. V roce 1870 velel v prusko-francouzské válce Lotrinské armádě a byl zajat. Po návratu ze zajetí byl postaven před válečný soud a odsouzen k trestu smrti za kapitulaci před nepřítelem bez vyčerpání všech možností obrany. Trest mu byl prezidentskou milostí změněn na dvacet let vězení. V roce 1874 z vězení uprchl a po nějaké době se usadil v Madridu, kde 1888 zemřel.